# توماس د. ويلسون
توماس د. ويلسون (بالإنجليزية: Thomas D. Wilson)‏ هو باحث بريطاني، ولد في 1935 في Shincliffe ‏ في المملكة المتحدة.